# Hichem Kaabeche
Hichem Kaabeche, né le 12 mars 1990 à Skikda, est un handballeur international algérien,.

## Palmarès

### En clubs
- Vainqueur du Championnat d'Algérie en 2015 (avec JSE Skikda)
- Vainqueur du Championnat de Turquie  :  2024  (avec Beşiktaş JK)
- Vainqueur  de la   Coupe de Turquie : 2023 , 2024[5] (avec Beşiktaş JK)
- Vainqueur  de la Supercoupe de Turquie  : 2023 [6] (avec Beşiktaş JK)
- Finaliste de la Coupe d'Algérie : 2009  (avec JSE Skikda)
- Finaliste de la Coupe de France : 2018 (avec USAM Nîmes Gard)
- Finaliste de la  Coupe de Turquie : 2021 (avec Beşiktaş JK)

### Enéquipe d'Algérie
Championnats du monde
- 17e place au championnat du monde 2013 ( Espagne)
- 24e place au championnat du monde 2015 ( Qatar)
- 22e place au Championnat du monde 2021 ( Égypte)
- 31e place au Championnat du monde 2023 ( Pologne/ Suède)

Championnats d'Afrique
- Médaille d'argent au championnat d'Afrique 2012 ( Maroc)
- Médaille d'or au championnat d'Afrique 2014 ( Algérie)
- Médaille de bronze au Championnat d'Afrique  2020 ( Tunisie)
- 5e place au Championnat d'Afrique  2022 ( Égypte)
- Médaille d'argent au Championnat d'Afrique  2024 ( Égypte)

Jeux africains
- Médaille de bronze  aux Jeux africains de 2011

Autres
- 14e place au Championnat du monde junior en 2011 ( Grèce)
- 14e place au Championnat du monde jeunes en 2009 ( Tunisie)

## Récompenses individuelles
- meilleur joueur du mois de novembre Proligue 2016 [7]

## Statistiques en championnat de France
| Saison  | Div.   | Club                     | MJ  | Buts | Tirs | %       | 7m | Champ | 2 min | Moy. |
| ------- | ------ | ------------------------ | --- | ---- | ---- | ------- | -- | ----- | ----- | ---- |
| 2016/17 | Div. 2 | Istres Provence Handball | 025 | 056  | 080  | 70,00 % | 0  | 056   | 22    | 2,24 |
| 2017/18 | Div. 1 | Nîmes Gard               | 022 | 025  | 040  | 80,00 % | 01 | 019   | 6     | 1,33 |
| 2016–   |        | Total                    | 47  | 81   | 120  | 00,00 % | 1  | 75    | 28    | 1,9  |